# Disa miniata
Disa miniata är en orkidéart som beskrevs av Victor Samuel Summerhayes. Disa miniata ingår i släktet Disa och familjen orkidéer. Inga underarter finns listade i Catalogue of Life.